# Кастель-Вітторіо
Кастель-Вітторіо (італ. Castel Vittorio) — муніципалітет в Італії, у регіоні Лігурія, провінція Імперія.
Кастель-Вітторіо розташований на відстані близько 460 км на північний захід від Рима, 115 км на південний захід від Генуї, 30 км на захід від Імперії.
Населення — 293 особи (2014).

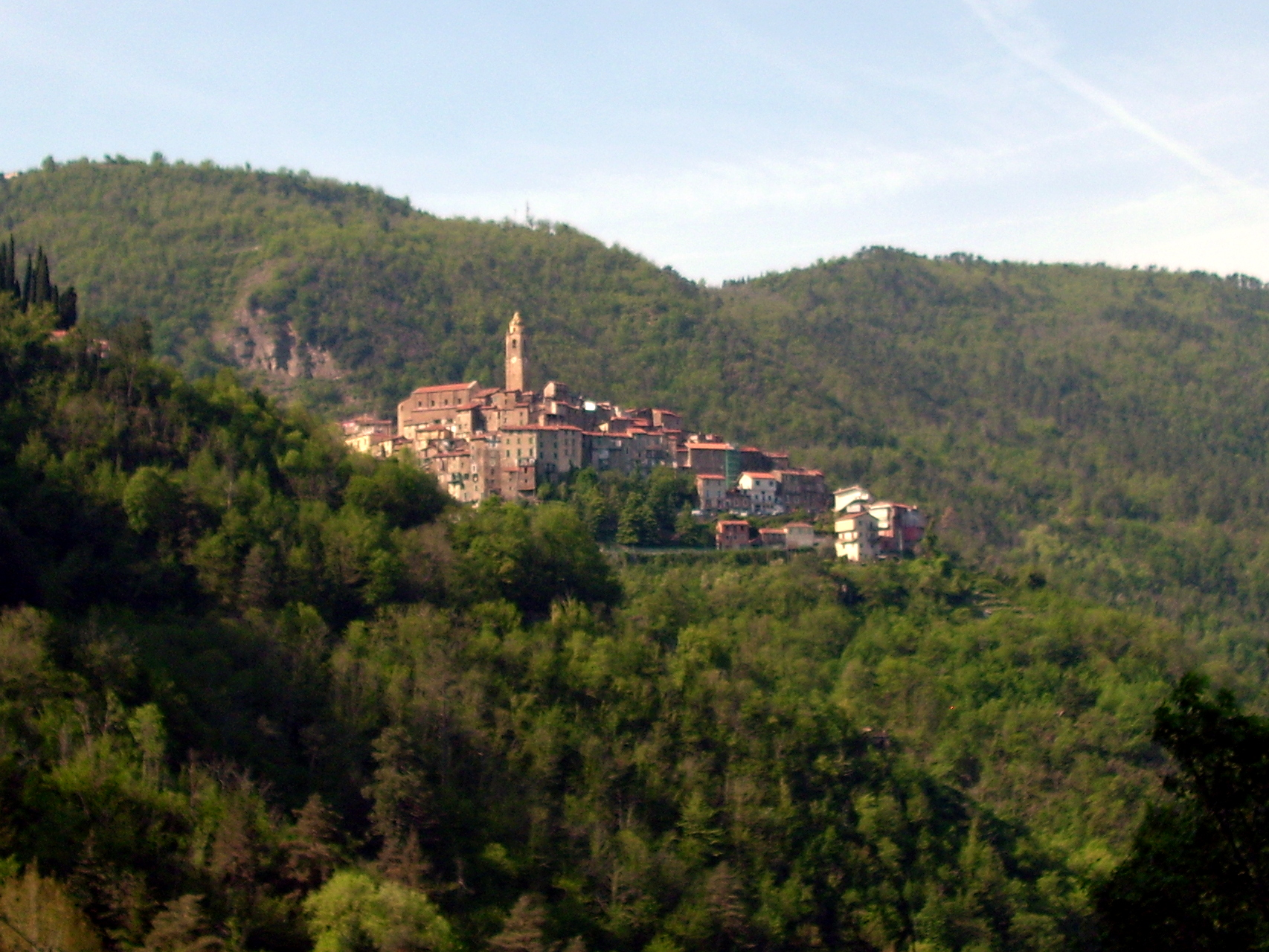

Щорічний фестиваль відбувається 26 грудня. Покровитель — святий Степан.

## Демографія
Населення за роками:

Станом на 1 січня 2023 року в муніципалітеті офіційно проживало 35 іноземців з 16 країн, серед них 25 громадян країн Євросоюзу та 1 громадянин України.

## Сусідні муніципалітети
- Априкале
- Баярдо
- Ізолабона
- Моліні-ді-Трьора
- Пінья
- Тріора